# تولازاميد
تولازاميد هو دواء ينتمي لمجموعة سلفونيليوريا التي تستخدم في علاج السكري من النمط الثاني. كان يسوق تحت اسم تجاري هو Tolinase لكن استخدامه انحسر بسبب توفر أدوية أحدث.